# Aneta Beata Kreglicka
Aneta Beata Kręglicka (Estetino, 23 de março de 1965) é uma modelo e rainha da beleza da Polônia que venceu o concurso Miss Mundo 1989. 
Ela foi a primeira de seu país a vencer este concurso.

## Biografia
Nascida em Estetino (em polonês: Szczecin), ela chegou a ser dançarina de dança contemporânea num grupo chamado "Jump", do Centro Acadêmico de Cultura da Universidade de Gdańsk (em polonês: Akademickim Centrum Kultury Uniwersytetu Gdańskiego). Na época em que participou do Miss Polônia, estudava Economia e, além de polonês, falava inglês e italiano.
É casada, tem um filho e é formada em Economia. 
Em seu Instagram ela se descreve como "Estrategista e diretora criativa. Ex-Miss Mundo. RP, moda e negócios. Minimalismo."

## Participação em concursos de beleza

### Miss Polônia 1989
Incentivada pelos amigos a se inscrever nos concursos, Aneta venceu primeiro o Miss Wybrzeża (em português: Miss Costa; em inglês: Miss Coast), tendo sido eleita Miss Polônia em julho de 1989, o que lhe deu a chance de participar de concursos internacionais representando seu país.

### Miss Internacional 1989
Em setembro de 1989, no Japão, Aneta ficou em segundo lugar no Miss Internacional 1989. Ao Feminin ela revelou em 2019 que a Miss Argentina tinha lhe dito que sua avó havia tido um sonho onde uma miss do "bloco oriental" venceria o concurso. "Quando ela me viu, disse-me que provavelmente seria eu".
O concurso, no entanto, acabou vencido pela representante da Alemanha, Iris Klein.

### Miss Mundo 1989
Em 22 de novembro de 1989, em Hong Kong, Aneta foi eleita Miss Mundo 1989 ao derrotar outras 77 concorrentes. 
Em 2019, para o Viva ela falou: "desde o início eu era uma das três favoritas das demais candidatas para vencer o concurso". Segundo a publicação, os jornalistas enfatizavam o fato dela falar mais de uma língua. "O Daily Mail escreveu: beleza e inteligência", segundo a reportagem.

#### Reinado
Segundo o Viva, de volta a seu país ela foi homenageada com um evento chamado "Dando as boas-Vindas à Miss Mundo" (em inglês: Welcoming Miss World). O dia foi decretado feriado nacional e houve um concerto no Studio Theatre em sua homenagem. "No palco, me senti muito nervosa. A situação era incomum para mim, afinal eu conhecia aquelas pessoas apenas pela TV e elas agora se apresentavam para mim", disse ela à publicação. Ela também revelou ao Viva que durante o reinado perdeu a liberdade e a privacidade. "Não conseguia mais andar pela rua", disse.

## Vida após os concursos

### Carreira na moda e na TV
Segundo matéria publicada pelo Fakt em 2015, sua vitória no Miss Mundo facilitou sua carreira de modelo e ela trabalhou, no início dos anos 1990, nos Estados Unidos, como contratada da agência Wilhelmina de Nova Iorque. De volta para a Polônia, em 1991 ela fundou sua própria agência, a "ABK Kręglicka".
Em 2009, ela foi embaixadora da marca Apart Diamonds e em 2013 ela se tornou presidente do júri do programa "Designers for Stars" na FOX Life. 
Em 2006, participou da terceira edição polonesa do Dançando com as Estrelas (em inglês: Dancing with the Stars), tendo ficado em 7º lugar na competição.
É considerada uma das mulheres mais bem vestidas de seu país. 

### Vida pessoal
Casou-se em 1998 e tem um filho Aleksander, tendo se formado em Economia.

### Outras atividades
Em 2006, no Miss Mundo realizado em Varsóvia, na Polônia, Aneta participou de eventos ligados ao concurso, como o jantar de boas-vindas às candidatas. Ela também foi uma das juradas na final do concurso.
Em novembro de 2019, ao se completarem 30 anos de sua vitória, a imprensa polonesa relembrou seu feito. O Viva escreveu: "30 anos atrás Aneta Kręglicka tornou-se Miss World!" Já o Feminin escreveu: "Ela sonhava com negócios, mas tornou-se a mulher mais bonita do mundo. 30 anos atrás Aneta Kręglicka ganhou a coroa."
Foi ao Viva, em 2019, que ela disse que poderia ter tido uma carreira política e ter trabalhado para grandes empresas. "Ao contrário disto, resolvi fundar minha própria empresa. Hoje eu posso dizer que tomaria outras decisões". 

## Curiosidade
Segundo o Feminin, durante seu reinado um fã a processou por "negligenciar seus deveres como estrela" - ela não teria respondido a suas cartas. O Tribunal Distrital de Gdańsk deu causa ganha ao fã e ele recebeu uma indenização de 100 mil zlotys antigos, que foram doados para ao Centro de Saúde da Criança.